# Leonard Lance

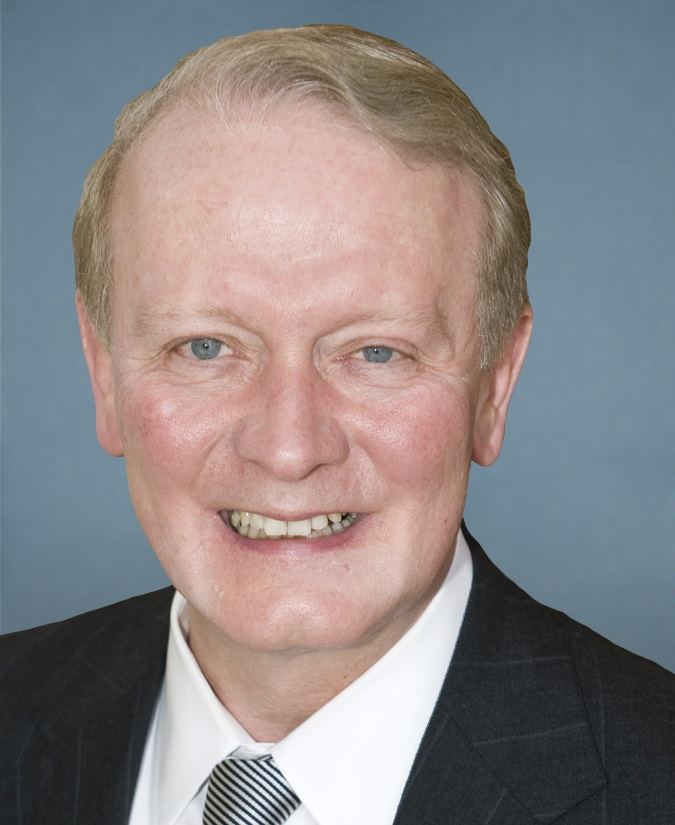
Leonard Lance

Leonard Lance (* 25. Juni 1952 in Easton, Pennsylvania) ist ein US-amerikanischer Politiker. Von 2009 bis 2019 vertrat er den Bundesstaat New Jersey im US-Repräsentantenhaus.

## Werdegang
Leonard Lance besuchte bis 1970 die North Hunterdon Regional High School in Annandale (New Jersey). Danach studierte er bis 1974 an der Lehigh University in Bethlehem (Pennsylvania). Nach einem anschließenden Jurastudium an der Vanderbilt University in Nashville (Tennessee) und seiner im Jahr 1977 erfolgten Zulassung als Rechtsanwalt begann er in diesem Beruf zu arbeiten. Außerdem studierte er noch bis 1982 an der Princeton University.  Gleichzeitig schlug er als Mitglied der Republikanischen Partei eine politische Laufbahn ein.
Zwischen 1991 und 2002 gehörte Lance der New Jersey General Assembly an; von 2002 bis 2009 saß er im Staatssenat. Dort leitete er zwischen 2004 und 2008 die republikanische Fraktion. Im Jahr 1996 kandidierte er noch erfolglos für das US-Repräsentantenhaus. 
Bei den Kongresswahlen des Jahres 2008 wurde Lance dann im siebten Wahlbezirk von New Jersey in das US-Repräsentantenhaus in Washington, D.C. gewählt, wo er am 3. Januar 2009 die Nachfolge von Mike Ferguson antrat. Nach vier Wiederwahlen in den Jahren 2010, 2012, 2014 und 2016 konnte er sein Amt bis 2019 ausführen. Bei den Kongresswahlen des Jahres 2018 verlor er seinen Sitz gegen den Herausforderer Tom Malinowski und schied damit im Januar 2019 aus dem Parlament aus. 
Lance war Mitglied im Ausschuss für Energie und Handel sowie in drei von dessen Unterausschüssen. Im sozialpolitischen Bereich gilt er als eher konservativ; er engagiert sich aber auch für den Umweltschutz und war beispielsweise einer von nur acht republikanischen Abgeordneten, die 2009 für den Clean Energy and Security Act stimmten.
Leonard Lance ist verheiratet und lebt privat in Clinton im Nordwesten von New Jersey.